# جبل السايح

جبل السايح

جبل السايح أو جبل السائح هو جبل واقع غرب محافظة حمص في منطقة وادي النصارى في سوريا، يرتفع عن سطح البحر ما يقارب 980 متراً. ترجع تسميته نسبة إلى الرهبان السياح الذين جعلوه مقصداً لهم.
للجبل أهمية دينية حيث يحتوي الجبل على مقام القديس كرياكوس وهو أحد الرهبان السائحين الذين اشتهر الجبل بإيوائهم وعرف الجبل بمكان مهم لهذا النوع من الرهبنة، وقد تم دفنه في مكان قريب من كنيسة السيدة العذراء الموجودة على الجبل دون أن يعرف التاريخ بدقة.
وقد اكتسب جبل السائح أهمية جديدة بعد إقامة تمثال سيدة الوادي في أعلى قمة من الجبل، والذي تم تشييده ضمن فعاليات مهرجان القلعة والوادي لعام 2009.
والجبل ذو غنى بالنباتات البرية ذات الفائدة الطبية والغذائية مثل الزعتر البري.